# Corydoras areio
Corydoras areio, popularmente conhecido como Camboatazinho, é uma espécie de peixe tropical de água doce pertencente à subfamília Corydoradinae e à família Callichthyidae.
A espécie foi descrita em 2000 por J. Knaack e seu estado de conservação, avaliado em 2018, é pouco preocupante.

## Etimologia e nomenclatura
O nome do gênero, Corydoras, vem do grego, kory = capacete, doras = pele. O epíteto específico é em homenagem ao córrego Areio, onde a espécie foi descoberta, de acordo com J. Knaack, que não descreveu em detalhes a localização. L. F. C. Tencatt e colaboradores concluíram que a espécie provavelmente foi coletada no córrego Areia, próximo a Poxoréu, no Mato Grosso.
L. F. C. Tencatt e colaboradores apontam que alguns animais identificados Corydoras aurofrenatus na verdade pertencem à espécie C. areio, devido a alguns indivíduos de C. areio possuírem fraca coloração nos flancos, se assemelhando à coloração descrita para C. aurofrenatus.
Com o crescente interesse pelo grupo, foi criado o Código-C para identificar comercialmente as espécies de Corydoradinae. Neste catálogo, C. areio é identificado pelo código C070.

## Distribuição
A espécie ocorre nos estados do Mato Grosso e Mato Grosso do Sul. Já foi encontrada na na bacia do Rio Paraguai e do Rio Araguaia. Ocorre também nos corpos d'água rio Piquiri, rio Itiquira e ribeirão Parnaíba, todos afluentes da bacia do Rio São Lourenço. Ocorre ainda nas bacias do rio Negro, rio Taboco e rio Taquari.

## Biologia
Atinge 5 cm de comprimento, quando adulto.
Durante o dia, habita pequenos riachos, com 50 cm a 1 metro de profundidade, e é bastante arisco, se afastando ao menor sinal de movimento, mesmo fora da água, o que dificulta sua captura. À noite, procura os cantos mais rasos de cursos d'água, em locais com cerca de 10 cm de profundidade, onde se enterra na areia e fica imóvel, sendo mais facilmente capturado.
Difere-se de outras espécies de Corydoras pelas seguintes características anatômicas. C. areio possui seu infraorbital 2 com expansão laminar posterior relativamente mais ampla; não possuir grandes manchas de pigmentação preta no corpo e também não ter concentração conspícua de cromatóforos marrom-escuros ou pretos na porção anterior da nadadeira dorsal. Além disso, possui manchas laterais não alinhadas em série longitudinal.
De acordo com trabalho por J. Müller ainda não publicado, possui respiração aérea facultativa.